# Chirolophis tarsodes
Chirolophis tarsodes es una especie de pez del género Chirolophis, familia Stichaeidae. Fue descrita científicamente por Jordan & Snyder en 1902.
Se distribuye por el Pacífico Nororiental: mar de Bering y el estrecho de la Reina Carlota y Columbia Británica, Canadá. La longitud total (TL) es de 19 centímetros. Habita en áreas rocosas submareales. Puede alcanzar los 75 metros de profundidad.
Está clasificada como una especie marina inofensiva para el ser humano.